# Dẽ giun thường
Gallinago gallinago là một loài chim trong họ Scolopacidae.
Môi trường sống sinh sản loài này là bãi lầy, đầm lầy, vùng lãnh nguyên và đồng cỏ ẩm ướt trong suốt phía bắc châu Âu và phía bắc châu Á. Nó là di cư, với các quần thể ở châu Âu trú đông ở phía nam và phía tây châu Âu và châu Phi (phía nam xích đạo), còn quần thể di cư châu Á di cư châu Á di chuyển tới vùng nhiệt đới miền nam châu Á. Dẻ giun Wilson Bắc Mỹ trước đây được coi là cùng một loài, và được liệt kê như vậy trong các hướng dẫn hiện trường cũ.

## Hình ảnh

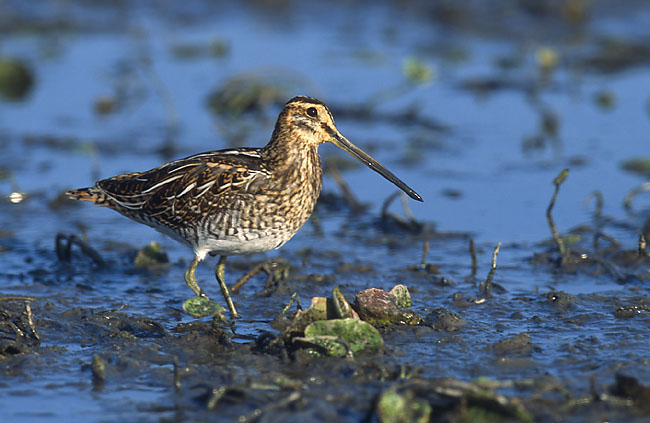
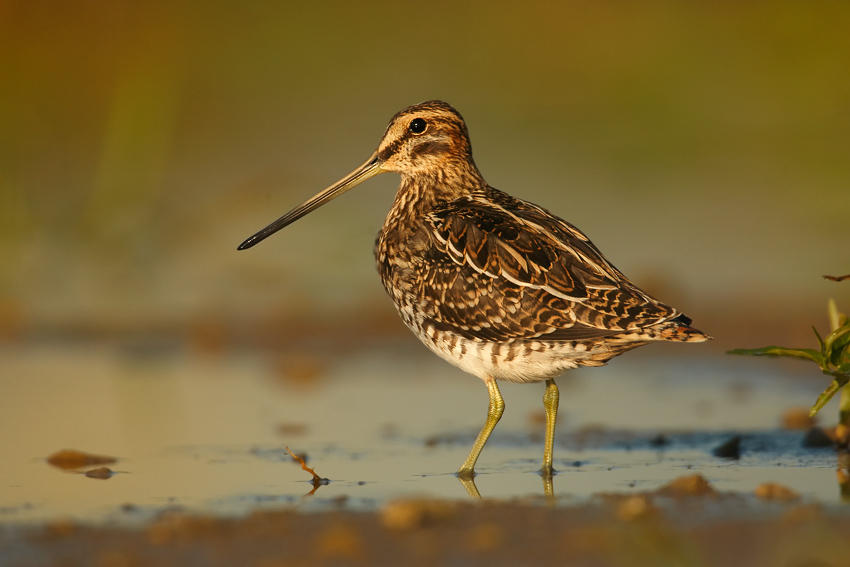
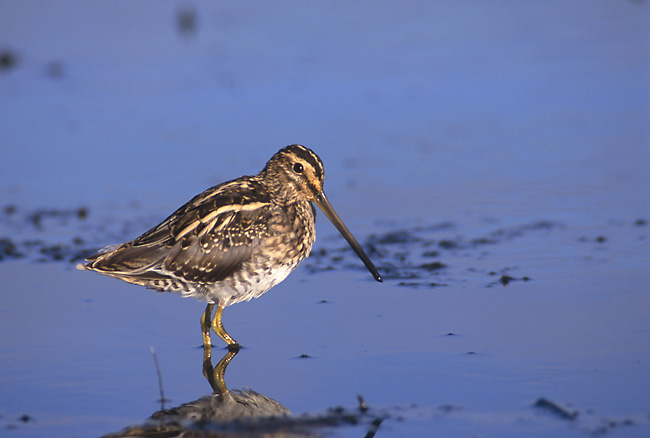
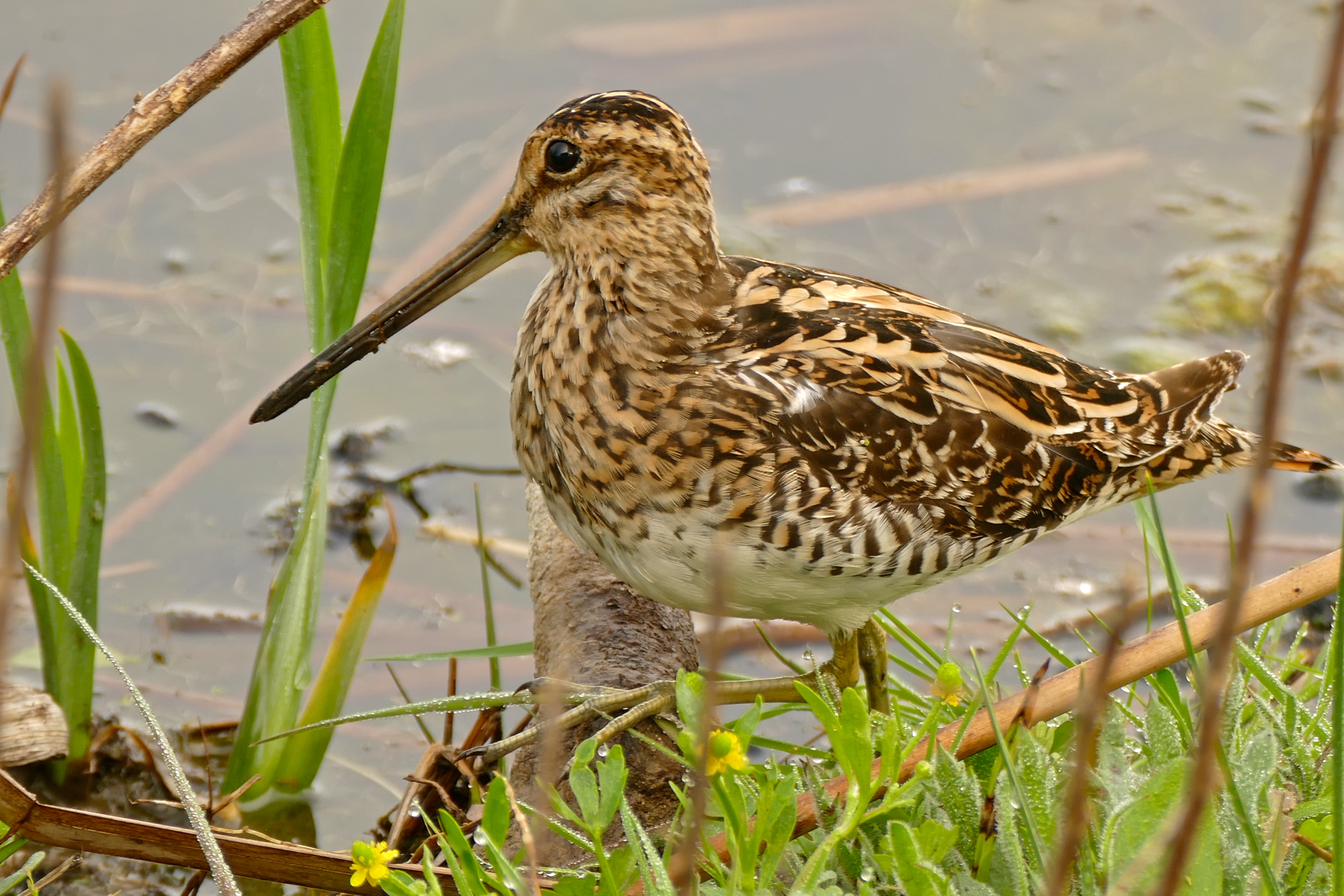

## Tham khảo

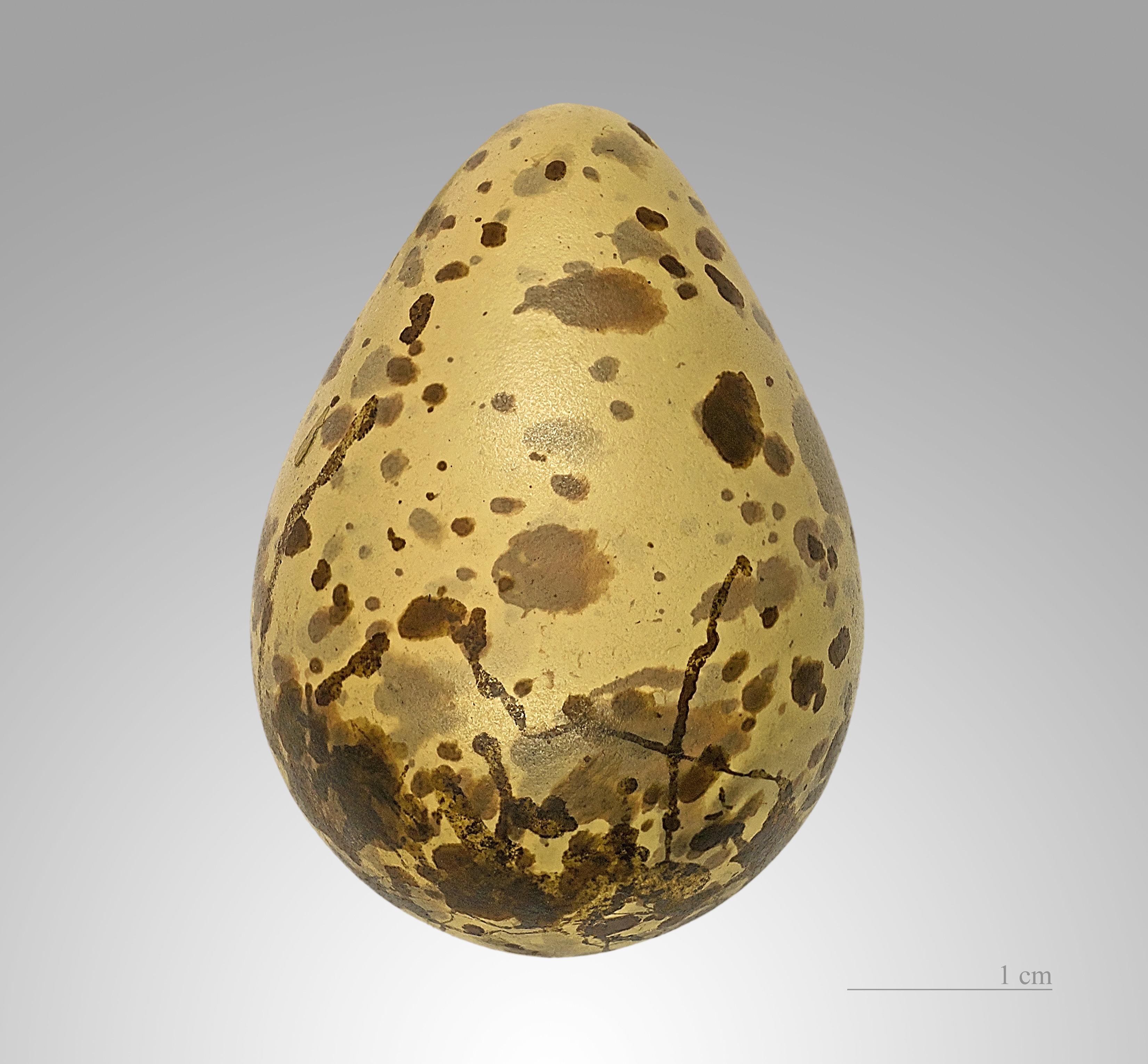
Trứng chim Gallinago gallinago